# Saving Bikini Bottom: The Sandy Cheeks Movie
Saving Bikini Bottom: The Sandy Cheeks Movie és una pel·lícula de comèdia d'aventures estatunidenca del 2024 basada en la sèrie de televisió animada Bob Esponja, creada per Stephen Hillenburg. Va ser dirigida per Liza Johnson i escrita per Tom Stern i Kaz, basada en una història del mateix Kaz. Combinant animació generació per ordinador amb imatge real, la pel·lícula és protagonitzada pel repartiment de veu habitual de la sèrie en anglès i inclou nous personatges interpretats per Johnny Knoxville, Craig Robinson, Grey DeLisle, Ilia Isorelýs Paulino, Matty Cardarople i Wanda Sykes. La trama segueix la Sorreta i en Bob Esponja mentre s'aventuren a l'estat natal de la Sorreta, Texas, per salvar Fons de Bikini de les mans d'un malvat executiu. És la primera d'una sèrie de pel·lícules derivades de personatges de Bob Esponja. S'ha subtitulat al català.
La pel·lícula es va concebre per primera vegada durant una sessió de pitching per a The SpongeBob Movie: Sponge on the Run (2020). El març de 2020, ViacomCBS va informar que produiria pel·lícules derivades de Bob Esponja en estríming. El maig de 2021, es va anunciar una pel·lícula derivada amb el personatge de la Sorreta com a protagonista, amb un equip format per Johnson, Kaz i Stern. Moniker va compondre la banda sonora original.
Abans de l'estrena, la pel·lícula sencera es va filtrar el 21 de gener de 2024, com a càrrega de vídeo a X. Saving Bikini Bottom: The Sandy Cheeks Movie es va estrenar oficialment a Netflix el 2 d'agost de 2024. La pel·lícula va debutar amb 12,8 milions de visualitzacions durant el cap de setmana d'estrena, tot convertint-se en el títol més vist de Netflix d'aquella setmana, i va rebre crítiques en diversos sentits.